# Wojtek Sedeńko
Wojtek Sedeńko, Wojciech Sedeńko (ur. 9 czerwca 1961 w Nidzicy) – polski dziennikarz, publicysta, krytyk, redaktor i wydawca literatury fantastycznej, działacz fandomu.
Studiował  prawo, ochronę przyrody, pedagogikę specjalną i historię. W czasie studiów był działaczem NZS, a w latach 1981–1982 brał udział w protestach studenckich.
Od 1994 organizował w Nidzicy Międzynarodowy Festiwal Fantastyki. Był redaktorem naczelnym kwartalnika „SFinks”, publikował również w Nowej Fantastyce. W roku 1990 założył księgarnię wysyłkową „Verbum2”, a w 1999 Wydawnictwo Solaris. Redaktor antologii Wizje alternatywne. Współredaktor (wraz z Lechem Jęczmykiem) trzeciego wydania antologii Rakietowe szlaki.